# Sambrook
Sambrook – wieś w Anglii, w hrabstwie Shropshire. Leży 26 km na północny wschód od miasta Shrewsbury i 215 km na północny zachód od Londynu.